# 鶴丸俊明
鶴丸 俊明（つるまる としあき、1948年2月 - ）は、日本の考古学者。文化人類学者。札幌学院大学元学長。北海道網走郡美幌町生まれ。

## 来歴
明治大学文学部史学地理学科卒業。1972年3月同大学院文学研究科史学専攻考古学専修修士課程修了。1979年3月筑波大学大学院歴史人類学研究科文化人類学専攻博士課程単位取得満期退学。その後、日本女子大学文学部・駒澤大学文学部・東海大学文学部・明治大学文学部・東京学芸大学教育学部の非常勤講師を歴任。1986年4月札幌学院大学人文学部助教授に就任。1999年4月同人文学部人間科学科長（～2001年3月）。2003年4月同広報入試部長（～2007年3月）。2010年10月モンゴル国科学アカデミー考古学研究所より名誉博士の称号を受ける。2011年4月札幌学院大学人文学部教授。2013年4月札幌学院大学学長に就任。2019年3月学長を辞任。同名誉教授。同人文学部非常勤講師(-2020年)。
この他、江別市文化財保護委員、財団法人アイヌ民族博物館運営委員会委員、小樽市博物館協議会委員、北海道博物館協会理事、北海道考古学会委員長、公益財団法人北海道埋蔵文化財センター評議員、有限責任中間法人日本考古学協会理事など学外の公務にも数多く歴任している。